# Frederik Ferdinand Friis
Frederik Ferdinand Friis (16. december 1793 i København – 18. marts 1865 sammesteds) var en dansk arkitekt, professor og kongelig bygningsinspektør. Hans hovedværk er Horsens Statsfængsel.
Frederik Ferdinand Friis var søn af justitsråd, bygmester og "fontænemester" Peder Friis og Henriette Johanne f. West. Han blev født i København 16. december 1793, blev student 1812 og gik derefter fra 1814 på Kunstakademiets bygningsskoler, hvor han efterhånden vandt de forskellige medaljer, lille og store sølvmedalje december 1815 og marts 1817, lille guldmedalje september 1821 (Et Landkadetakademi) og september 1825 den store guldmedalje for opgaven en Toldbod. Efter at have opholdt sig i udlandet med offentlig understøttelse 1827-32 kom han hjem, blev agreeret og medlem af Akademiet 1833 på opgaven et Musæum. Hans rejser bragte ham til München vinteren 1827-1828, videre over Wien og Firenze til Rom, hvor han gjorde ophold juni 1828 til oktober 1830, dernæst ophold i Napoli, hjemrejse over Paris og hjemkomst til Danmark 1832. Rejsen blev finansieret af Fonden ad usus publicos (800 Rdl. i 3 år).
Han var medarbejder hos Peder Malling (konduktør ved opførelsen af Sorø Akademis hovedbygning 1822-27). Juni 1831 blev han udnævnt til kgl. bygningsinspektør for Sjælland, senere for Københavns, Frederiksborg, Holbæk og Bornholms Amter fra nytår 1850. Han blev udnævnt til titulær professor 1852 og søgte forgæves professoratet 1835 og 1856. Han havde bolig på Charlottenborg fra 1856 og var vicedirektør for Kunstakademiet 1857.
Han udstillede på Charlottenborgs Forårsudstilling 1816-20, 1822, 1826, 1832-33.
Friis fik ikke nogen synderlig betydning som udøvende arkitekt, og Horsens Statsfængsel er det eneste større arbejde, han har efterladt sig. Men han spillede en ikke ringe rolle under de daværende kunst- og bygningsforhold på grund af sin personlige optræden og sin nære forbindelse med toneangivende kredse som den Freundske og kong Frederik 7.s. Han konkurrerede forgæves om opgaven med Thorvaldsens Museum og deltog senere som medlem af kontrolkomiteen i den mindre hensynsfulde behandling af museets arkitekt M.G. Bindesbøll.
Friis døde ugift 18. marts 1865 og er begravet på Holmens Kirkegård.

## Værker
- Rektorbolig, Sorø Akademi (1835-36)
- Færgegården ved Jægerspris (1838-39)
- Rådhuse i Frederikssund (1837, forslag), Holbæk (1843-44, nu kommunekontor), Sorø (brændt 1879) og Frederikshavn (1845)
- Det gl. rådhus i Bogense (1846-47)
- Ting- og arresthus i Sønder Bjerre (1846, nu politistation)
- Toldkammer ved havnen, Holbæk (1847)
- Projekt til Jydske Asyl, Århus (1847-48, opført af M.G. Bindesbøll med benyttelse af Friis' grundplan, nu Statshospital)
- Horsens Statsfængsel, Horsens (1847-53, tinglyst bevaringsværdigt 2004)
- Vridsløse Statsfængsel, Vridsløselille (1856-59, fuldført af N.S. Nebelong)
- Udkast til dekoration af festsalen, Københavns Universitet

### Restaureringer
- Ribe Domkirke (1843-45, sammen med N.S. Nebelong)
- Fredensborg Slot (1861)